# Diocesi di Santiago de Veraguas
La diocesi di Santiago de Veraguas (in latino Dioecesis Sancti Iacobi Veraguensis) è una sede della Chiesa cattolica a Panama suffraganea dell'arcidiocesi di Panama. Nel 2022 contava 381.000 battezzati su 389.000 abitanti. È retta dal vescovo Audilio Aguilar Aguilar.

## Territorio
La diocesi comprende la provincia panamense di Veraguas.
Sede vescovile è la città di Santiago de Veraguas, dove si trova la cattedrale di San Giacomo.
Il territorio è suddiviso in 18 parrocchie.

## Storia
La diocesi è stata eretta il 13 luglio 1963 con la bolla Panamensis Ecclesiae di papa Paolo VI, ricavandone il territorio dall'arcidiocesi di Panama.

## Cronotassi dei vescovi
Si omettono i periodi di sede vacante non superiori ai 2 anni o non storicamente accertati.
- Marcos Gregorio McGrath, C.S.C. † (3 marzo 1964 - 5 febbraio 1969 nominato arcivescovo di Panama)
- Martín Legarra Tellechea, O.A.R. † (3 aprile 1969 - 15 febbraio 1975 dimesso)[1]
- José Dimas Cedeño Delgado (15 febbraio 1975 - 18 aprile 1994 nominato arcivescovo di Panama)
- Óscar Mario Brown Jiménez (17 dicembre 1994 - 30 aprile 2013 ritirato)
- Audilio Aguilar Aguilar, dal 30 aprile 2013

## Statistiche
La diocesi nel 2022 su una popolazione di 389.000 persone contava 381.000 battezzati, corrispondenti al 97,9% del totale.
| anno | popolazione | popolazione | popolazione | presbiteri | presbiteri | presbiteri | presbiteri                | diaconi | religiosi | religiosi | parrocchie |
| anno | battezzati  | totale      | %           | numero     | secolari   | regolari   | battezzati per presbitero | diaconi | uomini    | donne     | parrocchie |
| ---- | ----------- | ----------- | ----------- | ---------- | ---------- | ---------- | ------------------------- | ------- | --------- | --------- | ---------- |
| 1966 | 150.000     | 152.000     | 98,7        | 17         | 11         | 6          | 8.823                     |         | 10        | 19        | 12         |
| 1970 | ?           | 162.220     | ?           | 23         | 17         | 6          | ?                         |         | 6         | 15        | 11         |
| 1976 | 150.000     | 155.000     | 96,8        | 16         | 9          | 7          | 9.375                     |         | 10        | 12        | 12         |
| 1980 | 160.000     | 170.000     | 94,1        | 12         | 9          | 3          | 13.333                    |         | 3         | 18        | 12         |
| 1990 | 210.000     | 215.000     | 97,7        | 17         | 13         | 4          | 12.352                    |         | 8         | 15        | 12         |
| 1999 | 198.944     | 221.049     | 90,0        | 39         | 31         | 8          | 5.101                     |         | 12        | 31        | 14         |
| 2000 | 200.497     | 223.049     | 89,9        | 40         | 32         | 8          | 5.012                     |         | 11        | 33        | 14         |
| 2001 | 176.065     | 207.136     | 85,0        | 40         | 38         | 2          | 4.401                     | 1       | 6         | 35        | 14         |
| 2002 | 177.732     | 209.096     | 85,0        | 39         | 37         | 2          | 4.557                     | 2       | 6         | 32        | 14         |
| 2003 | 178.852     | 209.992     | 85,2        | 36         | 34         | 2          | 4.968                     | 1       | 6         | 29        | 14         |
| 2004 | 181.900     | 214.525     | 84,8        | 37         | 35         | 2          | 4.916                     | 1       | 4         | 29        | 14         |
| 2010 | 207.125     | 230.139     | 90,0        | 36         | 34         | 2          | 5.753                     |         | 13        | 25        | 14         |
| 2012 | 226.000     | 251.000     | 90,0        | 50         | 47         | 3          | 4.520                     | 2       | 29        | 30        | 14         |
| 2017 | 352.000     | 360.000     | 97,8        | 45         | 43         | 2          | 7.822                     | 2       | 16        | 40        | 15         |
| 2020 | 370.570     | 378.885     | 97,8        | 43         | 41         | 2          | 8.617                     | 1       | 2         | 28        | 18         |
| 2022 | 381.000     | 389.000     | 97,9        | 45         | 43         | 2          | 8.466                     | 1       | 2         | 28        | 18         |